# آذر محمدی
آذر محمدی طراح لباس ایرانی است که در زمینه آثار تاریخی تلویزیونی و سینمایی فعالیت می‌کند. او از سال ۱۳۷۹ وارد این حوزه شد و تاکنون طراحی لباس بیش از ۲۰۰ قسمت از تولیدات نمایشی ایرانی و عربی را برعهده داشته‌است. بخش عمده‌ای از فعالیت حرفه‌ای او به پروژه‌هایی اختصاص دارد که به‌دلیل گستردگی تولید، پیچیدگی تاریخی و تنوع فرهنگی، نیازمند طراحی دقیق، پژوهش‌محور و هماهنگ با روایت بوده‌اند. در بسیاری از پروژه‌های تاریخی، افزون بر طراحی لباس، مسئولیت طراحی و نظارت بر اجزای مکمل پوشش همچون کلاه‌گیس، زیورآلات، سربند و تزیینات شخصی نیز برعهدهٔ او بوده‌است. طراحی‌های او بر پایهٔ پژوهش تاریخی، تحلیل شخصیت‌ها و هماهنگی با بافت فرهنگی اثر انجام می‌شوند. 
از جمله آثار شاخص او می‌توان به مجموعه‌های معصومیت از دست رفته (۱۳۸۱–۱۳۸۲)، مختارنامه (۱۳۸۲–۱۳۸۹)، عمر فاروق (۱۳۸۹–۱۳۹۱، تولید شبکهٔ MBC) و موسی کلیم‌الله: به‌وقت طلوع (۱۳۹۹–۱۴۰۴) اشاره کرد. 
او  در سال ۱۴۰۳ موفق به دریافت سیمرغ بلورین بهترین طراحی لباس – موسی کلیم‌الله: به‌وقت طلوع، از چهل‌وسومین جشنواره بین‌المللی فیلم فجر شد.

## تحصیلات و پیشینه هنری
آذر محمدی فارغ‌التحصیل رشتهٔ طراحی صحنه و لباس از دانشگاه آزاد اسلامی واحد تهران است. همچنین دوره‌های تخصصی در زمینه چاپ پارچه و مواد لباس را در دانشگاه تهران گذرانده است.
پیش از تمرکز بر طراحی لباس، در زمینه‌های طراحی صحنه، نمایش عروسکی و بازیگری نیز فعالیت داشت. او در سال ۱۳۷۶ در فیلم سینمایی ساحره به کارگردانی داوود میرباقری، نقش کوتاهی ایفا کرد.

## حرفه
آذر محمدی فعالیت حرفه‌ای خود در زمینه طراحی لباس را از سال ۱۳۷۹ آغاز کرد و تاکنون در بیش از ۲۰۰ قسمت از تولیدات تلویزیونی و سینمایی تاریخی در ایران و کشورهای عربی به‌عنوان طراح لباس حضور داشته‌است.
در برخی از این پروژه‌ها، افزون بر طراحی لباس شخصیت‌ها، مسئولیت طراحی کلاه‌گیس، زیورآلات و اجزای مکمل پوشش مانند سربند، کمربند و تزیینات شخصی را نیز برعهده داشته‌است. این طراحی‌ها با تکیه بر منابع تاریخی، شناخت دقیق بافت فرهنگی و توجه به ویژگی‌های شخصیتی هر نقش انجام شده‌اند و نقشی کلیدی در تقویت هویت بصری و باورپذیری روایت ایفا کرده‌اند.

## آثار منتخب
موسی کلیم‌الله: به‌وقت طلوع (۱۴۰۴–۱۳۹۹) – طراح ارشد لباس، زیورآلات و تزئینات کلاه‌گیس. مجموعه‌ای تاریخی با تولید چندساله که برای جشنوارهٔ فجر در قالب نسخه سینمایی تدوین شد و همزمان، تولید نسخهٔ سریالی آن ادامه دارد. محمدی طراحی کامل پوشش شخصیت‌ها را برعهده داشت، از لباس‌های آیینی و درباری تا زیورآلات و تزئینات کلاه‌گیس‌های سلطنتی. او همچنین سرپرست تیم تولید بود و بر تمام مراحل طراحی، ساخت، انتخاب متریال و هماهنگی اجرایی نظارت داشت.
آذر محمدی در گفت‌وگویی با روزنامه صبا تأکید کرده‌است که طراحی لباس در این پروژه بر پایهٔ پژوهش تاریخی، تحلیل منابع مکتوب، و توجه به جایگاه اجتماعی شخصیت‌ها انجام شده و ترکیب تکنیک‌های سنتی با نگاه ساختاریافته در اجرای کار، برای او اهمیت ویژه‌ای داشته‌است.
عمر فاروق (۱۳۹۱–۱۳۸۹) –   طراح لباس – سریال تاریخی بین‌المللی به کارگردانی حاتم علی، تولید شبکه MBC 
آذر محمدی در مقام طراح اصلی لباس، نقش کلیدی در تولید یکی از بزرگ‌ترین و پرهزینه‌ترین سریال‌های تاریخی جهان عرب ایفا کرد. سریال فاروق با بودجه‌ای بالغ بر ۵۳ میلیون دلار، در سوریه، مراکش فیلم‌برداری شد و روایتی گسترده از زندگی عمر بن خطاب را در ۳۱ قسمت ارائه داد.
نقش محمدی از مرحله تحقیق آغاز شد. او با بررسی منابع معتبر تاریخی، طراحی پوشش‌ شخصیت‌ها را بر اساس جایگاه اجتماعی، روایت دراماتیک و الزامات فرهنگی پروژه شکل داد. انتخاب پارچه‌ها، طراحی فرم‌ها و تعیین رنگ‌ها همه با هدف ایجاد هویتی بصری منسجم انجام گرفت که بتواند بافت تاریخی و درونی کاراکترها را به تصویر بکشد.
او همچنین بر تمام مراحل اجرایی پروژه در لوکیشن‌های اصلی فیلم‌برداری، به‌ویژه در مراکش و سوریه، نظارت مستقیم داشت. تیم تحت رهبری او شامل دوزندگان، تزیین‌کاران و تولیدکنندگان پوشش‌های ویژه بود که وظیفه داشتند صدها لباس سفارشی برای شخصیت‌های اصلی، ارتش‌ها، کاروان‌ها و مراسم‌ها طراحی و اجرا کنند.
حضور محمدی در این پروژه، ادامه‌ای حرفه‌ای بر تجربه موفق او در سریال مختارنامه بود و جایگاه او را به‌عنوان یک طراح لباس با تسلط بر پروژه‌های چندفرهنگی و پیچیده، در سطح بین‌المللی تثبیت کرد.
مختارنامه (۱۳۸۹-۱۳۸۲) –  آذر محمدی به‌مدت هفت سال، مسئول طراحی و اجرای کامل پوشش‌های سریال مختارنامه بود؛ یکی از بزرگ‌ترین تولیدات تاریخی در تلویزیون ایران به کارگردانی داوود میرباقری. او طراحی لباس بیش از صد شخصیت اصلی و فرعی و صدها سیاهی‌لشکر را برعهده داشت و هم‌زمان هدایت تیم اجرایی شامل دوزندگان، رنگرزها، تزیین‌کاران و سازندگان زره و پوشش‌های ویژه را نیز پیش برد.
فرایند طراحی بر پایه پژوهش تاریخی، تحلیل شخصیت‌ها، و درک روایی صحنه‌ها شکل گرفت. لباس‌ها با دقت بر جایگاه اجتماعی، خلق‌وخو، و مسیر روایی هر کاراکتر طراحی شدند؛ از جامه‌های رسمی و جنگی گرفته تا پوشش گروه‌های قومی و منطقه‌ای. محمدی با ترکیب دقت تاریخی و نگاه هنری، توانست هویت بصری منسجم و باورپذیری را برای جهان داستان خلق کند.
او در تمام مراحل تولید – از انتخاب متریال تا هماهنگی با نور و صحنه – نقش فعالی داشت و طراحی او در شکل‌گیری فضای بصری سریال نقش کلیدی ایفا کرد. طراحی لباس در مختارنامه نه‌تنها ابزاری برای بازنمایی فرهنگ و دوره‌ای خاص بود، بلکه به تقویت لحن دراماتیک و عمق شخصیت‌پردازی نیز کمک کرد.
معصومیت از دست رفته (۱۳۸۲–۱۳۸۱) –  این پروژه، نخستین تجربه حرفه‌ای آذر محمدی در زمینه طراحی لباس تاریخی بود. او طراحی و سامان‌دهی پوشش شخصیت‌ها را در درام اجتماعی و تاریخی  داوود میرباقری برعهده داشت. مسئولیت او شامل پژوهش زمینه‌ای و تاریخی، انتخاب پارچه‌ها، طراحی لباس‌ها و نظارت بر اجرای لباس برای کاراکترهایی چون شوذب (امین تارخ)، ماریا (فریبا کوثری) و حمیرا (سارا خوئینی‌ها) بود.
محمدی با هدایت تیم تولید، از انتخاب پارچه تا تنظیم نهایی لباس‌ها با صحنه و نور، اجرای کامل پروژه را مدیریت کرد.

## متد کاری و نگاه هنری
آذر محمدی طراحی لباس تاریخی را فراتر از زیبایی بصری می‌داند و بر نقش آن در روایت‌گری، بازنمایی طبقات اجتماعی و انتقال زمینه‌های فرهنگی تأکید دارد.
طراحی‌های او مبتنی بر پژوهش تاریخی گسترده و بررسی منابع مکتوب و تصویری از موزه‌ها و کتابخانه‌های بین‌المللی است. او می‌گوید:
«تمام منابع تصویری را از طریق موزه‌ها و کتابخانه‌های بین‌المللی به‌صورت آنلاین دریافت و مورد استفاده قرار می‌دهیم.» صبا
او به نمادهای مذهبی و فرهنگی در طراحی شخصیت‌های تاریخی توجه ویژه دارد:
«در مورد شخصیت‌های تاریخی و مذهبی به تمام نشانه‌ها و نمادهایی که در منابع مختلف تاریخی به آن‌ها اشاره شده توجه می‌شود و این نمادها الهام‌بخش طراحان هستند.» صبا
در روند انتخاب متریال و رنگ، محمدی بر طراحی پالت‌های اختصاصی برای هر شخصیت تأکید دارد و بیان می‌کند:
«بخش زیادی از پارچه‌ها توسط خودمان اختصاصی بافته و رنگ می‌شود… همه شخصیت‌ها دارای پالت‌های رنگی مجزا هستند. رنگ در شخصیت‌پردازی بسیار مهم است و جلوه مهمی در زیبایی‌شناسی نهایی اثر دارد.»صبا
در پروژه‌های بزرگ، او مدیریت کامل فرآیند طراحی و تولید لباس را برعهده دارد و تیم‌های متشکل از خیاطان، رنگرزها، طراحان زیورآلات و سایر عوامل فنی را هدایت می‌کند. درباره دشواری این کار گفته است:
«هدایت یک تیم بسیار بزرگی و ایجاد هماهنگی بین بخش‌های مختلف بسیار پیچیده و گاه طاقت‌فرسا است.»صبا
محمدی تلفیق تکنیک‌های سنتی با فناوری‌های نوین را بخشی از نگاه حرفه‌ای خود می‌داند. در این زمینه می‌گوید:
«همیشه در عین استفاده از تکنیک‌های سنتی از تکنیک‌های مدرن هم بهره می‌برم، ولی در پایان پرداختی کاملاً سنتی خواهد داشت… به‌شدت موافق حضور آگاهانه تکنولوژی در کار هستم؛ چرا که در بخش مدیریت زمانی به‌شدت نجات‌دهنده است.»صبا

## جوایز
سیمرغ بلورین بهترین طراحی لباس – موسی کلیم‌الله: به‌وقت طلوع، چهل‌وسومین جشنواره بین‌المللی فیلم فجر (۱۴۰۳)